# Alveoláris hang

4. alveoláris (a fogmedernél)
5. posztalveoláris (a fogmeder mögött)

Az alveoláris (latin: alveolum ’fogmeder’) vagy fogmederhang olyan mássalhangzó, amely a nyelvnek a felső metszőfogak mögötti fogmederhez történő érintésével képződik. Alveoláris mássalhangzó például az sz (zöngétlen alveoláris réshang) és a z (zöngés alveoláris réshang).

Alveoláris réshang artikulációja

Alveoláris frikatív hang (pl. magyar „sz”) artikulációja

Attól függően, hogy a nyelv melyik része érintkezik a fogmederrel, megkülönböztethetünk többek között apikoalveoláris, illetve dorzoalveoláris mássalhangzókat. Az előbbiek esetében a nyelv hegyét, az utóbbi képzésénél pedig a nyelv hátát érintjük a fogmederhez. Például a magyar sz, z hangok dorzoalveolárisak, viszont a finn, görög, spanyol stb. nyelvekben az [s] képzése apikoalveoláris. Bizonyos nyelvekben (pl. lengyel, baszk) a kettő között fonológiai különbség is van.
A posztalveoláris hangot kissé hátrább képezzük.